# Motorail (British Rail)
Motorail byla obchodní značka dálkových vlaků provozovaných společností British Rail, která nabízela přepravu cestujících, ale také jejich aut. Tato značka patřila mezi vlaky InterCity.

## Historie
Služba vznikla v červnu 1955 představením vlaku Car-Sleeper Limited mezi Londýnem a Perthem. Linka byla v provozu od června do září, jízdenka stála 15 liber a zahrnovala zpáteční jízdné pro jednu osobu v lůžkové kabince a auto. V roce 1961 již bylo přepraveno 50 000 vozů a byl představen nový dvoupodlažní vagon pro navýšení kapacity.
Značka Motorail byla představena v roce 1966 při příležitosti otevření terminálu Kensington.

## Linky
Služba Motorail nabízela spoje z Londýna do mnoha měst, mj. Penzance, Plymouth, Fishguard Harbour, Brockenhurst, Carlisle, Edinburgh, Perth, Inverness a Fort William. Na počátku 90. let byla zavedena krátkodobá, málo úspěšná linka z Londýna do Glasgow.
Tato služba byla populární v době, kdy dálkové cestování autem znamenalo dlouhé cestovní doby, a v roce 1972 byly představeny nové linky mezi Stirlingem a Doverem, Londýnem a Carmarthenem a mezi Birminghamem a Inverness. Běžné denní vlaky Londýn – Carlisle doplnila také noční linka.
Na vlacích byla použita řada různých typů otevřených i krytých vagonů, jako např. otevřená dvoupodlažní nákladní souprava Cartic 4. Ta byla poprvé použita na vlaku z Kensingtonu Olympia do Perthu 22. června 1966 a vyřazena z provozu v roce 1987. Na mnoha linkách byly provozovány také noční vlaky.

## Konec služby
Využívanost vlaků na začátku 90. let začala klesat. Linka Londýn – Stirling byla zrušena v roce 1989. Služba byla dlouhodobě ztrátová a s privatizací společnosti British Rail v roce 1995 byla zrušena.
Společnost First Great Western službu obnovila na svých nočních vlacích Night Riviera v září 1999, avšak v létě 2005 byla opět zrušena. Na těchto vlacích bylo řazeno osm vagónů typu General Utility Van.

## Galerie

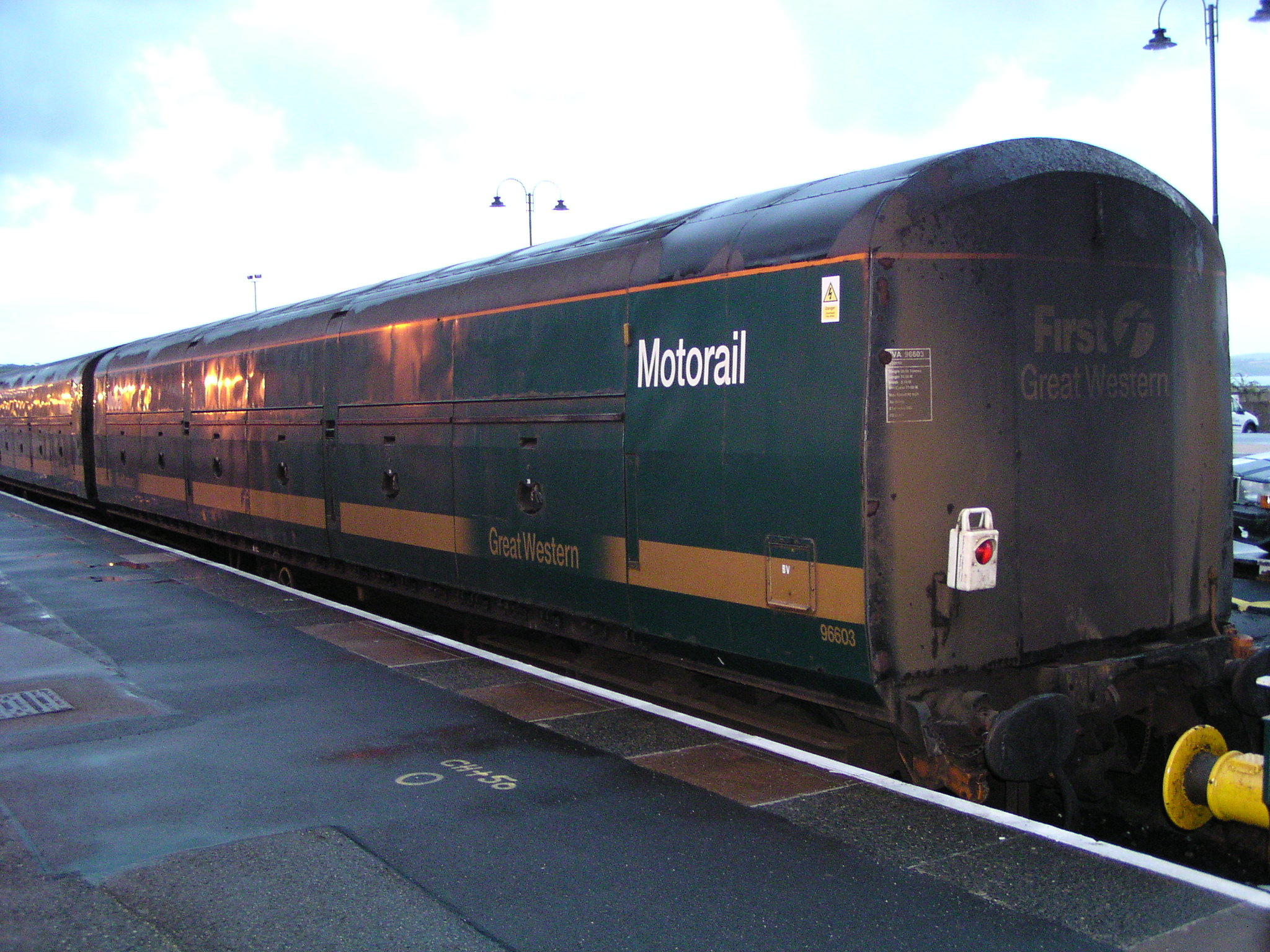
Vagón Motorail zařazen ve vlaku Night Riviera v Penzanci, 2003.
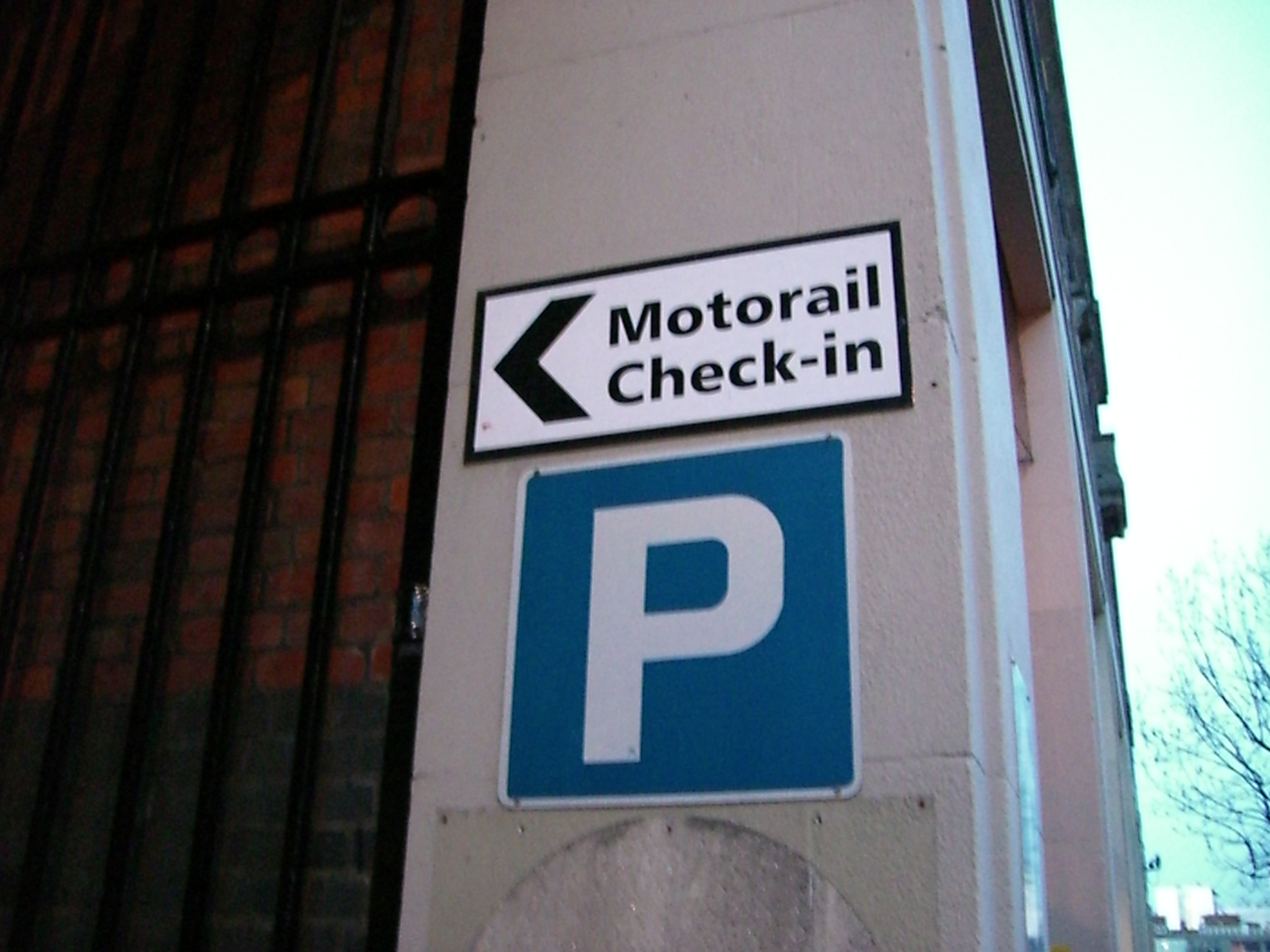
Služba Motorail byla zrušena v létě 2005, avšak cedule na londýnském nádraží Paddington byly k vidění až do roku 2006
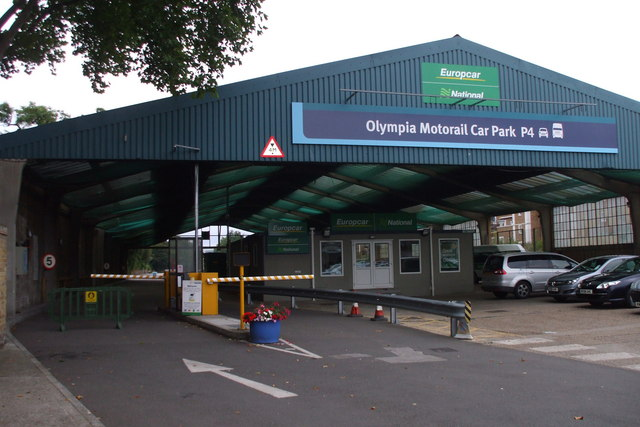
Bývalý terminál Motorail v Kensingtonu v roce 2009. Poté byla budova využívána jako parkoviště.